# Straßenbahnhof Blasewitz

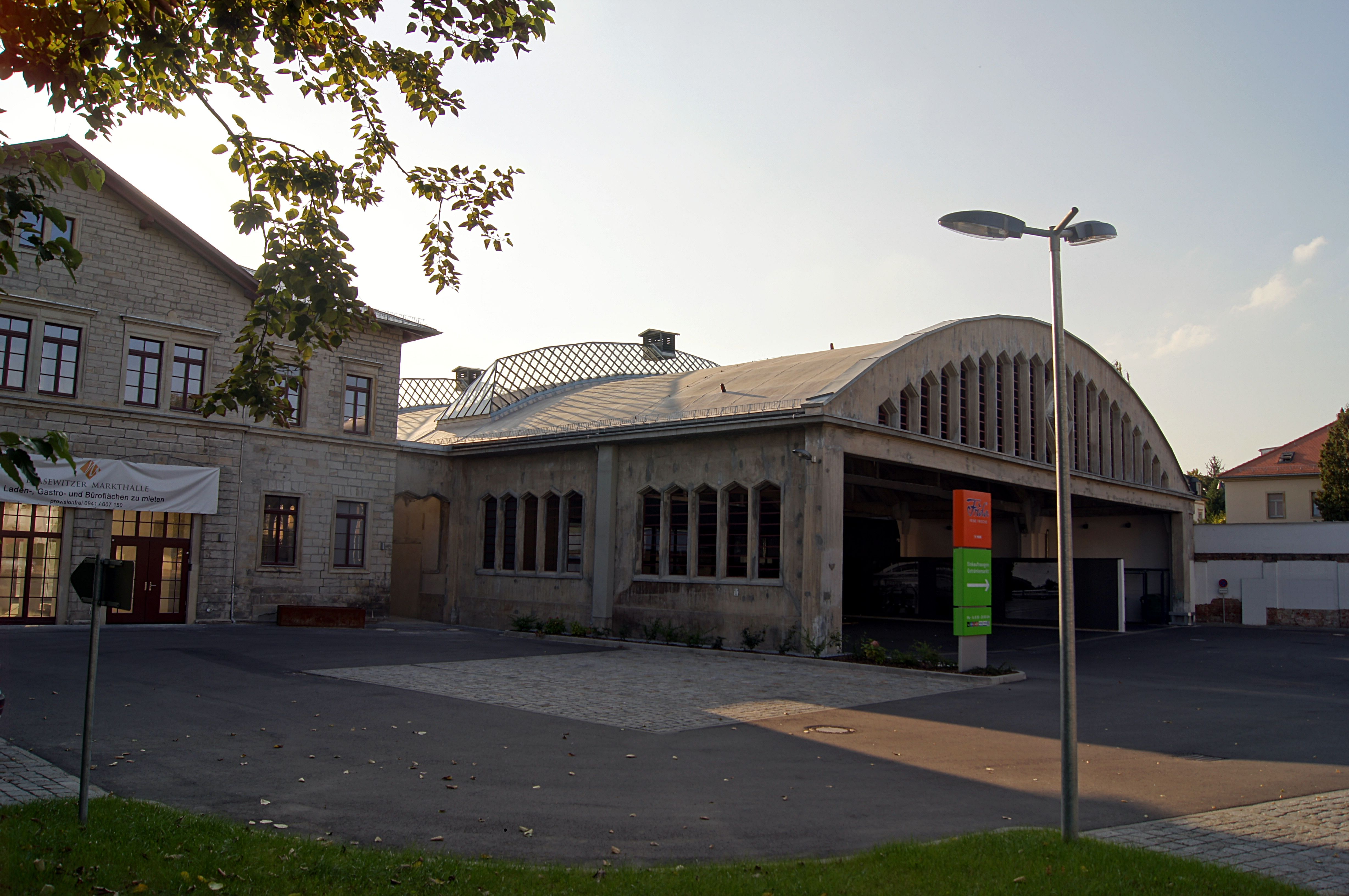
Ehemaliger Bus- und Straßenbahnhof Blasewitz

Der Straßenbahnhof Blasewitz ist ein ehemaliges Bus- und Straßenbahndepot im Dresdner Stadtteil Blasewitz. Das unter Denkmalschutz stehende Gebäude an der Tolkewitzer Straße 38 geht in seinen Grundzügen auf Dresdens erstes Pferdebahndepot zurück und dient heute als Einkaufsmarkt.

## Geschichte

### Straßenbahnhof
Der Straßenbahnhof Blasewitz, eigentlich auf Neugrunaer Gemarkung gelegen, wurde am 26. September 1872 als erstes Pferdebahndepot in Dresden eröffnet. Es entstand im Zusammenhang mit dem Bau der Straßenbahnlinie Pirnaischer Platz – Blasewitz, die hier ihren Endpunkt hatte. Bis zur Einstellung des Pferdebetriebs waren über 100 Pferde sowie die Fahrzeuge der Continental-Pferdeeisenbahn-Gesellschaft untergebracht.
Nach Umstellung der Straßenbahnstrecke auf elektrischen Betrieb wurde das Depot 1890 in eine Abstellhalle für die elektrischen Bahnen umgewandelt. 1925 entstanden nach Plänen des Dresdner Stadtbaurates Paul Wolf die noch heute vorhandenen denkmalgeschützten Hallen als seinerzeit richtungsweisende Spannbetonkonstruktion. Bis 1936 dienten diese als Abstellhallen für die Straßenbahnfahrzeuge der Dresdner Straßenbahn AG, der Vorgängerin der heutigen Dresdner Verkehrsbetriebe AG.

### Busbahnhof
Durch das starke Anwachsen des Omnibusverkehrs in den 1920er Jahren reichte die bisher als städtisches Busdepot genutzte Abstellhalle im Stadtteil Striesen nicht mehr aus. Aus diesem Grund entschloss sich das städtische Nahverkehrsunternehmen 1936, den bisherigen Straßenbahnhof Blasewitz künftig als zentrales Busdepot für die stadteigenen Kraftomnibusse zu nutzen. Bis 1939 wurden die vorhandenen Gebäude entsprechend umgebaut und um eine große Omnibuswerkstatt erweitert.
Da nach Ende des Zweiten Weltkriegs nicht ausreichend Kraftomnibusse zur Verfügung standen, beschloss die Stadt Dresden 1946 die Einrichtung eines Oberleitungsbusbetriebs mit zentralem Depot in Blasewitz. Im April 1947 wurde der erste Obus in die Blasewitzer Wagenhalle gebracht. Die offizielle Eröffnung des ersten Streckenabschnitts erfolgte am 8. November 1947 zwischen Körnerplatz und Südvorstadt (Münchner Platz).
In den kommenden Jahren wuchs der Fahrzeugbestand, bestehend aus Obussen und Beiwagen, auf 35 Garnituren an. Sämtliche Fahrzeuge waren bis zur Einstellung des Betriebs 1975 in der Blasewitzer Wagenhalle untergebracht. Vorteilhaft war, dass diese hier regengeschützt blieben, so dass die störanfälligen elektrischen Anlagen der Oberleitungsbusse nach Starkregen getrocknet werden konnten. Da neben den Obussen auch der Bestand an Dieselbussen seit den 1960er Jahren deutlich gewachsen war, nutzte man die gegenüberliegende Freifläche an der Avenariusstraße ab 1966 als zusätzliche Abstellfläche.
Zwischen 1992 und 1997 wurde an der Tiergartenstraße in Gruna ein neuer Omnibusbetriebshof mit Abstellflächen und Werkstätten erbaut. Nach dessen Fertigstellung wurde das Blasewitzer Depot Anfang 1997 stillgelegt. In den Hallen fanden zeitweise noch Trödelmärkte statt. 2010 erfolgte der Umbau zu einem Einkaufszentrum mit Lebensmittelmarkt und einigen kleineren Läden.